# Physena madagascariensis
Physena madagascariensis Steud. – gatunek rośliny z rodziny Physenaceae Takht. Występuje endemicznie w środkowej i wschodniej części Madagaskaru. 

## Morfologia
PokrójZrzucające liście drzewo lub krzew. Dorasta do 3–10 m wysokości.
LiścieMają podłużnie lancetowaty kształt. Są skórzaste. Nasada liścia jest ostrokątna. Blaszka liściowa jest całobrzega, o ostrym wierzchołku. Ogonek liściowy jest nagi.
KwiatySą jednopłciowe, pojedyncze lub zebrane po 2–3 w grona, rozwijają się w kątach pędów. Mają 5–9 działek kielicha różniących się od siebie, o podłużnie owalnym kształcie i długości 10–20 mm. Kwiaty męskie mają 8–18 pręcików.

## Biologia i ekologia
Roślina dwupienna. Rośnie w wilgotnych lasach. Występuje na wysokości do 1500 m n.p.m., a według innych źródeł do 2000 m n.p.m.